# Nicolas Roeg

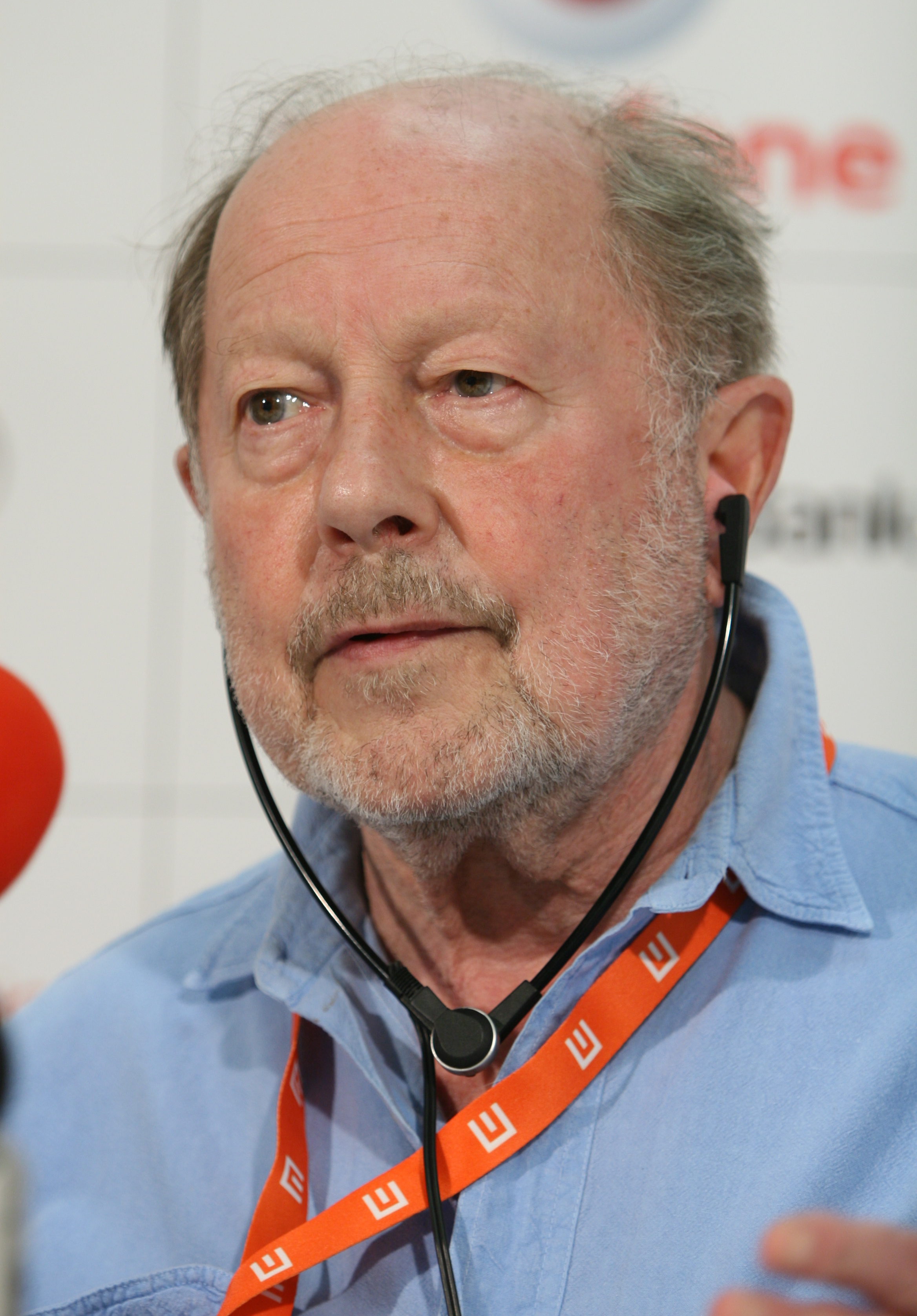
Nicolas Roeg (2008)

Nicolas Jack Roeg (* 15. August 1928 in London, England; † 23. November 2018 ebenda) war ein britischer Filmregisseur. Der langjährige Kameramann etablierte sich in den 1970er-Jahren mit Filmen wie Wenn die Gondeln Trauer tragen und Der Mann, der vom Himmel fiel als international bekannter Filmemacher.

## Leben und Werk
Nicolas Roeg erwarb sich zunächst einen Ruf als Kameramann und war bei seinem Regiedebüt 1970 bereits 23 Jahre im Filmgeschäft tätig. Seine Arbeiten fanden bei Filmkritikern Beifall, unter anderem für seinen Gebrauch der Cut-up-Technik.
Als Kameramann arbeitete Roeg für einige der bedeutendsten Regisseure ihrer Zeit, so für Robert Rossen, Fred Zinnemann, Roger Corman, Richard Lester und John Schlesinger. Als lichtsetzender Kameramann war er an Lawrence von Arabien beteiligt.
Performance war ein Produkt der Londoner Swinging Sixties. Eine deutsche Fernsehzeitschrift warnte damals ernstlich wegen psychischer Schäden vor dem in Venedig gedrehten Wenn die Gondeln Trauer tragen, der als Klassiker gilt. Der humorvolle Insignificance bleibt die bis dato wohl gelungenste dramatische Verwendung der Relativitätstheorie in einem Spielfilm (mit Theresa Russell als Marilyn Monroe, Michael Emil als Albert Einstein und Tony Curtis als Senator McCarthy). Dietrich Kuhlbrodt spricht von dem hyperaktiven Track 29 (Thema: Modelleisenbahn) als einem „mediale[n] Kunstwerk ohnegleichen“. Der Nischenthriller Puffball (d. h. Bovist oder Bauchpilz) von 2007, der Roegs letzter Film war, berührt als werkgetreue Literaturverfilmung wieder sehr einen dunklen Surrealismus mit sexuell-feministischer Thematik.
Im Jahr 1999 nahm er den Preis für die Lebensleistung der British Independent Film Awards entgegen, und sowohl Insignificance – Die verflixte Nacht als auch Walkabout waren für die Goldene Palme nominiert, und Der Mann, der vom Himmel fiel (mit David Bowie) für den Goldenen Bären. 1981 bekam er den ALFS Award der London Critics Circle Film Awards als Regisseur des Jahres für Black out – Anatomie einer Leidenschaft.
Von 1957 bis 1977 war er mit der Schauspielerin Susan Stephen verheiratet, mit der er vier Kinder hatte. Nach der Scheidung heiratete er 1982 die Schauspielerin Theresa Russell. Von ihren beiden Kindern ist Maximillian Roeg ebenfalls Schauspieler. Nach einer erneuten Scheidung heiratete Nicolas Roeg ein weiteres Mal 2004. Nicholas Roeg starb im November 2018 im Alter von 90 Jahren eines natürlichen Todes.

## Stil und Rezeption
Oft bildete Roeg seine Geschichten in unverbundener, semi-kohärenter und nichtchronologischer Weise ab, die erst mit dem Finale verstanden werden kann, wenn ein zentrales Stück Information zutage tritt oder sich die künstlerische Absicht abzeichnet. Diese Techniken und Roegs einzigartiger vorahnender Aufbau von Atmosphäre haben spätere Filmemacher wie Ridley Scott und François Ozon beeinflusst. Die späteren Filme des abwechslungsreichen Gesamtwerks wurden dabei von der breiten Öffentlichkeit verhalten aufgenommen. Mit den besten seiner frischen, intellektuellen und durchaus exzentrischen Arbeiten bewegt er sich im Bereich der Analytik, der Perzeption, Kognition und Halluzination, der Symbolik, der Mystik und des Mythos  und nicht zuletzt der Sinnlichkeit und Erotik. Weiter spricht er oft von kommunikationsbedingter Liebesunfähigkeit oder Joseph Lanza zufolge von der Entfremdung (Alienation). Die Bedeutung des (auktorialen) Schnitts muss dabei besonders betont werden. Kleinhans verstand ihn in Jump Cut 1974 eher als Fotografen. Stilistisch steht er näher an Ken Russell als an Peter Greenaway und mit diesen weitab vom Mainstream. „Sein Quasi-Außenseiter-Status erinnert mitunter an den frühen John Boorman“, wie der Filmkritiker Jonathan Rosenbaum 1988 bemerkte.

## Filmografie
Regie
- 1970: Performance (Co-Regie mit Donald Cammell)
- 1971: Walkabout
- 1973: Wenn die Gondeln Trauer tragen (Don’t Look Now)
- 1976: Der Mann, der vom Himmel fiel (The Man Who Fell To Earth)
- 1980: Black out – Anatomie einer Leidenschaft (Bad Timing, A Sexual Obsession)
- 1983: Eureka
- 1985: Insignificance – Die verflixte Nacht (Insignificance)
- 1987: Castaway – Die Insel (Castaway)
- 1987: Aria (gemeinsam mit neun weiteren Regisseuren)
- 1988: Track 29 – Ein gefährliches Spiel (Track 29)
- 1989: Süßer Vogel Jugend (Sweet Bird of Youth, Fernsehfilm)
- 1990: Hexen hexen (The Witches)
- 1991: Kalter Himmel (Cold Heaven)
- 1992: Die Abenteuer des jungen Indiana Jones (The Young Indiana Jones Chronicles, Fernsehserie, Episode „Paris, October 1916“)
- 1993: Heart of Darkness (Fernsehfilm)
- 1995: Erotic Tales (Episode Hotel Paradise)
- 1995: Two Deaths
- 1995: Full Body Massage (Fernsehfilm)
- 1996: Die Bibel – Samson und Delila (Samson And Delilah, Fernsehfilm)
- 2000: The Sound Of Claudia Schiffer (Kurzfilm)
- 2007: Puffball

Kamera
- 1958: Der Dicke von Scotland Yard (The Great Van Robbery) – Regie: Max Varnel
- 1959: Tarzans größtes Abenteuer (Tarzan’s Greatest Adventure) – Regie: John Guillermin
- 1961: Scotland Yard hört mit (Information Received) – Regie: Robert Lynn
- 1962: Dr. Crippen – Regie: Robert Lynn
- 1963: Der Hausmeister (The Caretaker) – Regie: Clive Donner
- 1963: Man geht wieder über Leichen (Nothing But the Best) – Regie: Clive Donner
- 1964: Die Verdammten der Blauen Berge (Table Bay) – Regie: Robert Lynn
- 1964: Satanas – Das Schloß der blutigen Bestie (The Masque of the Red Death) – Regie: Roger Corman
- 1965: Jeder Tag ein Urlaubstag (Every Day’s Holiday) – Regie: James Hill
- 1965: Toll trieben es die alten Römer (A Funny Thing Happened on the Way to the Forum) – Regie: Richard Lester
- 1966: Fahrenheit 451 (Fahrenheit 451) – Regie: François Truffaut – nach dem Roman von Ray Bradbury
- 1967: Casino Royale – Regie: John Huston, Ken Hughes, Val Guest, Robert Parrish, Joseph McGrath
- 1967: Die Herrin von Thornhill (Far from the Madding Crowd) – Regie: John Schlesinger
- 1967: Petulia – Regie: Richard Lester

Drehbuch
- 1963: Todestrommeln am großen Fluß (Sanders of the River) – Regie: Lawrence Huntington – nach einem Roman von Edgar Wallace